# Brownie nóng hổi

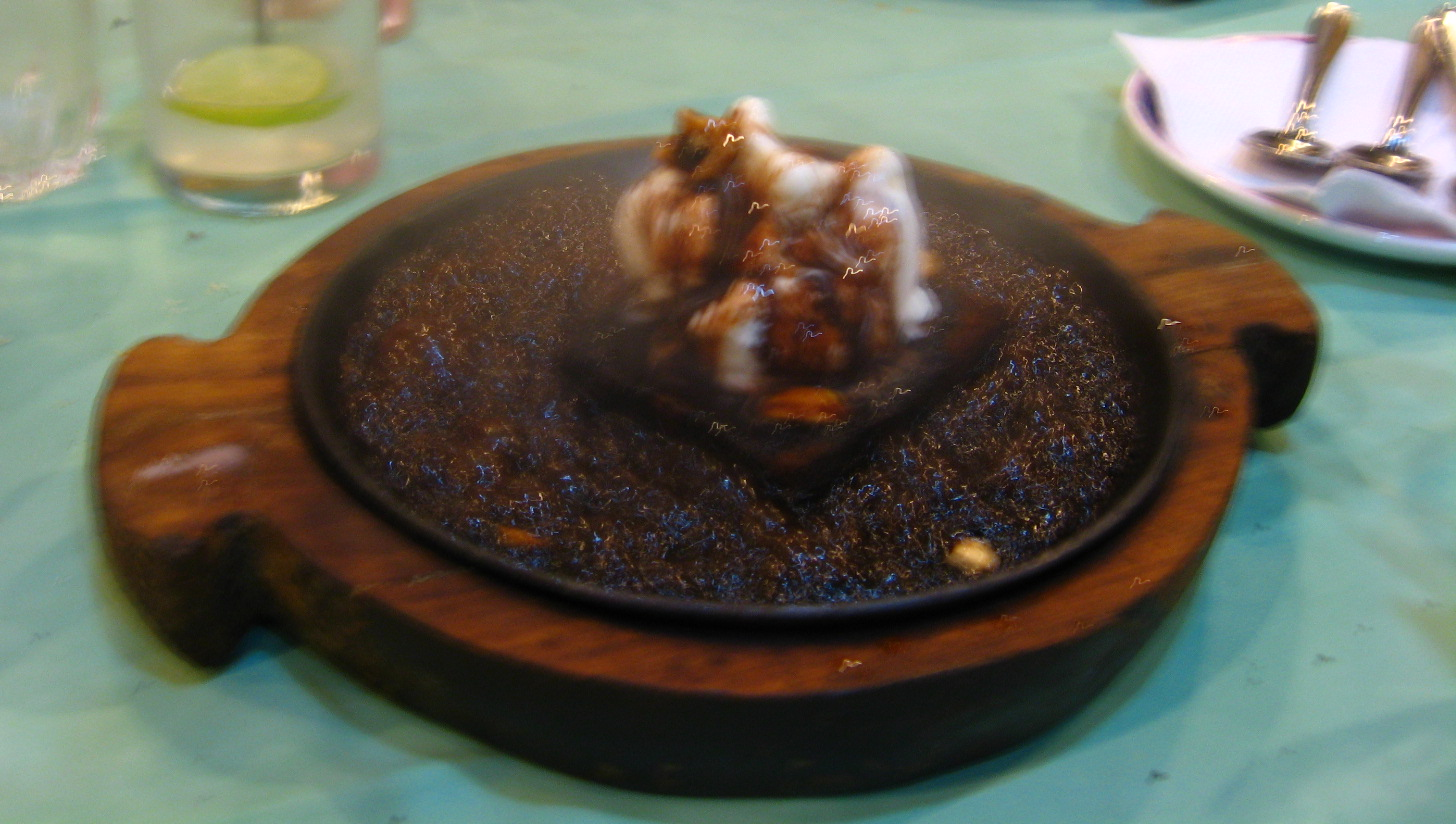
Một miếng bánh brownie nóng hổi

Brownie nóng hổi là món tráng miệng có xuất xứ từ Ấn Độ, được các quán cà phê và nhà hàng ở Mumbai & Kerala ưa chuộng. Đây là dạng bánh brownie sô-cô-la kèm theo muỗng kem bên trên được chế biến cùng với lượng sô-cô-la nóng chảy đổ lên trên kem. Người ta ăn món này trực tiếp ở dạng cực nóng trên các đĩa bánh nóng hổi mới ra lò.

## Nguyên liệu
Nói chung, brownie óc chó sô-cô-la, kem vani và sô-cô-la đen tan chảy được sử dụng để chế biến món tráng miệng này. Các loại bánh brownie làm từ hạt khác và hương vị kem còn được dùng làm nguyên liệu trong một số loại thực phẩm nhất định. Bánh brownie sô-cô-la Gooey cũng dùng chung với các loại trái cây theo mùa để tạo ra những biến thể của món này.